# Velia
Velia je talijanski (i latinski) naziv antičkog grada Elea koji se nalazi na teritoriju općine Ascea, u regiji Salerno, talijanske južne pokrajine Kampanija, u geografskom području nacionalnog parka Cilento. Osnovali su ga Grci pod nazivom Hyele u antičkoj Magna Graecia oko 538. – 535. prije Krista. Najpoznatiji je kao dom filozofa Parmenida i Zenona iz Elejske škole. 
Grad je smješten u neposrednoj blizini Tirenskog mora u neposrednoj blizini objekta Marina di Casalvelino i Marina di Ascea, na putu koji povezuje Agropoli s južnom Cilentskom obalom. Stanovništvo se uglavnom nalazi u ravnici uz more (oko južnog dijela drevne ruševine), te na brdovitom području Enotria, Bosco i Scifro. Velia je imala i željezničke postaje na liniji Napulj-Salerno-Reggio Calabria, koja je okončana krajem 1970-ih.

## Povijest
Prema Herodotu 545. pr. Kr. Jonski Grci su pobjegli iz Fokeje, u današnjoj Turskoj, tada opkoljena Perzijancima. Nakon godina lutanja (8 do 10 godina) na moru, oni su pristali u Kalabriji gdje su im se vjerojatno pridružio Ksenofan, koji je u to vrijeme bio u Mesini, a onda se preselio sjeverno duž obale i osnovao grad Hyele (grčki: Ὑέλη), kasnije preimenovane Ele (Ἔλη), a onda, eventualno, Eleje (Ἐλέα). Lokacija je gotovo na istoj geografskoj širini kao Fokeja. (oko 1 '20" sjeverno)
Elejska škola je bila škola predsokratovskih filozofa. Grupu je osnovano Parmenid početkom petog stoljeća prije Krista, a ostali slavni članovi škole bili su: Zenon iz Eleje i Melis. Ksenofan je ponekad uključen u ovaj popis, iako se neki ne slažu oko ovoga. Stacije, otac rimskog pjesnika Publija Papinija Stacija je rođen u Eleji (Silv 5.3.127).
Eleju nisu osvoljili Lukanci, ali kada se grad pridružio Rimu 273. pr. Kr., bio je uključen u rimsku pokrajinu "Lukanija". Pod rimskom vlašću Eleja postaje uspješan grad poznata po svojoj blagoj i zdravoj klimi. U Liber Coloniarum se pojavljuje kao jedan od okruga u Lukaniji i kao općina, što je potvrđeno i pronađenim latinskim natpisima.
U petom stoljeću bio sjedište biskupije, sve do 599. god. Vjerojatno je opstala sve do devetog stoljeća, kada propada zbog prodora Saracena.
Na mjestu akropole drevne Eleje, izgrađenoj na morskom rtu koji je sada na kopnu, izgrađena je utvrda Castello mare (što znači "dvorac na moru") koje je u srednjem vijeku nazvana Castellammare della Bruca.

## Arheološki lokalitet
Ostaci gradskih zidina, s tragovima jednih vrata i nekoliko tornjeva od lokalnog kristalnog vapnenca, u ukupnoj dužini od preko 5 km, još uvijek postoje, i spadaju u tri različita razdoblja. Opeka se također koristila u kasnijim vremenima, a njihov oblik je jedinstven, kvadratičan s dva pravokutna kanala na jednoj strani, i veličinom od oko 8 cm, a debljine gotovo 13 cm. Sve nose štambilj grčkih keramičara. Postoje i neki ostaci cisterni, te tragovi raznih drugih objekata.
- Ostaci grčkog kazališta
- Gradska Roza vrata (Porta Rosa), rijedak primjer grčkog luka od opeke iz 4. st. pr. Kr.
- Drahma iz Eleje (oko 535. pr. Kr.)

## Poveznice
- Umjetnost stare Grčke
- Grčki hram

## Vanjske poveznice
- Cilento nacionalni park  Arhivirana inačica izvorne stranice od 24. kolovoza 2007. (Wayback Machine) (tal.)

### Ostali projekti
|  | Zajednički poslužitelj ima još gradiva o temi Velia |